# Fontanès-de-Sault
Fontanès-de-Sault là một xã của Pháp, nằm ở tỉnh Aude trong vùng Occitanie. Người dân địa phương trong tiếng Pháp gọi là Fontanans.

## Hành chính
| Danh sách các xã trưởng                |           |             |      |         |
| Giai đoạn                              | Giai đoạn | Tên         | Đảng | Tư cách |
|                                        | mars 2001 | Henri Paris |      |         |
| Tất cả các dữ liệu trước đây không rõ. |           |             |      |         |

## Thông tin nhân khẩu
| 1962                                         | 1968 | 1975 | 1982 | 1990 | 1999 |
| -------------------------------------------- | ---- | ---- | ---- | ---- | ---- |
| 16                                           | 7    | 8    | 20   | 6    | 4    |
| Số liệu từ năm 1968: Dân số không tính trùng |      |      |      |      |      |